# Пароним
Пароними (од старогрчког παρα - око; поред + ονυμα [1] - „име“) су речи које су сличне по звучном и морфемском саставу, али се разликују по лексичком значењу. Такође је могуће погрешно користити један од њих уместо другог. На пример, адресат је адресант. По аналогији са лажним пријатељима преводиоца, пароними се понекад називају лажном браћом.
Паронимија се објашњава нестабилним познавањем значења једне од речи или чак обе, некомпетентношћу говорника (писца) у области делатности из које је реч преузета, као и парапраксом (нпр. лапсуси). Посебно је важно обратити пажњу на парониме приликом изучавања страних језика, јер многе парониме ученици страног језика можда неће разликовати због разлика у артикулаторној бази. Понекад једној полисемантичкој речи или неколико хомонима у једном језику одговара неколико различитих паронима у другом: руски. концерт (и догађај и рад) - енглески. концерт (само догађај), концерт (само дело); рус. фокус (и тачка конвергенције светлосних зрака и трик) - немачки. Фокус (само тачка конвергенције светлосних зрака), Хокуспокус (само трик).
Неки пароними су широко распрострањени у језику и налазе се у речницима. На пример, глагол „боудер“ (од француског боудер), што значи „дурити се“, „бити љут“, „бити против нечега“, често се користи уместо сличног глагола „узбуђивати“, а ово значење је укључено у речнике. Придев „ефемеран” (од грчког εφημερος – једнодневни), што значи „краткотрајан”, често се користи уместо речи „етеричан” у смислу „етеричан, имагинарни, бестежински”, а ово значење је такође укључени у речнике.
Аристотелов концепт паримона: "Када се ствари називају по нечему у складу са његовим именом, али се разликују у завршетку, речено је да су пароними . Тако, на пример, граматичар (" граматички ") добија његово име из граматике , храбри ... добива га од храбрости ... " (Аристотел, Категорије ).

## Класификација паронима
Пароними се деле на коренске, афиксалне и етимолошке.

### Коренски пароними
Коренски пароними имају различите корене, чија је спољашња сличност чисто случајна: руски. багер - покретне степенице; енглески језик живети - отићи; Немачки фордерн - фордерн; Лука. циницо - синицо; цомприменто - цумприменто; концерт – концерт. Такве парониме не обједињује заједничка мотивација и заједничка семантичка веза.

### Афиксални пароними
Афиксалне парониме обједињује заједничка мотивација и заједничка семантичка веза. Имају заједнички корен, али различите, иако сличне, деривационе афиксе: рус. претплата - претплатник, економично - економично - економично; крваво - крваво - крваво; леден - леден - леден - леден; енглески језик историјско - историјско; Немачки оригинал - оригиналелл; Лука. дескриминар - дискриминар; Лука. деферир - диферир; Лука. еминенте - иминенте. Суфиксална паронимија је широко распрострањена у медицинској и хемијској терминологији, где не само корени, већ и суфикси имају терминолошко значење. На пример, суфикс -иде у хемијској терминологији означава соли које не садрже атоме кисеоника (хлорид, сулфид, итд.), а -ит (заједно са -ат) означава соли које садрже атоме кисеоника (сулфит, хлорат, карбонат итд. ).

### Етимолошки пароними
Етимолошки пароними су иста реч коју језик позајмљује на различите начине више пута (посредством различитих језика) и у различитим значењима: руски. пројекат (научен директно из латинског) - пројекат (учен посредством француског језика); енглески језик концерт (са француског) - концерт (из италијанског). Позајмице из блиско сродних језика (руски - пољски - црквенословенски) или из језика предака (француски - латински, хинди - санскрит) могу изазвати етимолошку паронимију ако је позајмљена реч слична постојећој оригиналној речи на датом језику: Руски. барут (руска реч са источнословенским сазвучјем) – прах (црквенословенска реч, јужнословенска по пореклу); Шпански плано - ллано; Лука. трафего - трафицо; Лука. феитицо (оригинална португалска реч) - фетицхе (галицизам, пореклом од феитицо). Понекад се паралелно могу користити изворна позајмљеница и позајмљеница која је под утицајем народне етимологије претрпела контаминацију: руски. обичан - самац; Лука. инопортуно - увозно.
У енглеском језику, због његове посебне историје (римско освајање, англосаксонско насеље, франко-норманско освајање), не постоје само парови, већ чак и тројке и четворке етимолошких паронима. Примери су краљевски - прави - краљевски, законити - верни - одани, место - плато - трг - трг, капетан - капо - шеф - кувар, хостел - хостал - болница - хотел, верност - верност - верност, кочија - кола - кочија - ауто.

## Парономазија - намерна употреба паронима
Ако је мешање паронима груба лексичка грешка, онда намерна употреба две речи паронима у једној реченици представља стилску фигуру која се зове „парономазија“.
Парономазија се назива бинарном фигуром стилистике, пошто у њој учествују оба паронима. Ова цифра је широко распрострањена, а укратко се може назвати бинарном.